# Bures Hamlet
Bures Hamlet – civil parish w Anglii, w hrabstwie Essex, w dystrykcie Braintree. Leży 34 km na północny wschód od miasta Chelmsford i 81 km na północny wschód od Londynu. Miejscowość liczy 765 mieszkańców.